# Liste der Monuments historiques in Les Riceys
Die Liste der Monuments historiques in Les Riceys führt die Monuments historiques in der französischen Gemeinde Les Riceys auf.

## Liste der Immobilien
| Bezeichnung                | Beschreibung | Standort                                            | Kennzeichnung | Schutzstatus   | Datum          | Bild           |
| -------------------------- | --- | --------------------------------------------------- | ------------- | -------------- | -------------- | -------------- |
| Kirche St-Vincent          | aus dem 16. Jahrhundert | Ricey-Haut, place de l’Église (Lage)                | PA00078201    | Classé         | 1913           | weitere Bilder |
| Markthalle                 | Anfang des 19. Jahrhunderts erbaut | Ricey-Haut, place des Héros de la Résistance (Lage) | PA00078202    | Inscrit        | 1980           | weitere Bilder |
| Kirche St-Pierre-ès-Liens  | aus dem 15. und 16. Jahrhundert | Ricey-Bas, place de l’Église (Lage)                 | PA00078199    | Classé         | 1840           | weitere Bilder |
| Kirche St-Jean Baptiste    | aus dem 16. Jahrhundert | Ricey-Haute-Rive, place de l’Église (Lage)          | PA00078200    | Classé         | 1919           | weitere Bilder |
| Kapelle St-Sébastien       | aus dem 16. Jahrhundert | Le Magny, 31 rue Gaston Cheq (Lage)                 | PA00078196    | Inscrit        | 1980           | weitere Bilder |
| Brücke über die Laignes    | fünfbogige Steinbrücke von 1752, Architekten Pierre Aubert und Pierre Vezien | Ricey-Haut, place de l’Église (Lage)                | PA10000006    | Inscrit        | 1996           | weitere Bilder |
| Château de Ricey-Bas       | Schloss, französischer Garten und Parkanlage, 17. und 18. Jahrhundert; Nordwestflügel des Schlosses aus dem 16. Jahrhundert; Wirtschaftsgebäude, 17. und 18. Jahrhundert; mit älteren Bauteilen (ab dem späten 12. Jahrhundert) | Ricey-Bas, rue de l’Isle (Lage)                     | PA00078197    | Inscrit Classé | 1967 1979 1985 | weitere Bilder |
| Château du Clos-Saint-Roch | 1770 erbaut | Ricey-Bas, 4 avenue de la Croix de Mission (Lage)   | PA00078198    | Inscrit        | 1988           | weitere Bilder |
| Wohnhaus                   | aus dem 17. Jahrhundert | Ricey-Bas, 6 rue de Foiseuil (Lage)                 | PA00078203    | Inscrit        | 1943           | weitere Bilder |

## Liste der Objekte
| Bezeichnung                                               | Beschreibung | Standort                                                | Kennzeichnung | Schutzstatus   | Datum     | Bild           |
| --------------------------------------------------------- | --- | ------------------------------------------------------- | ------------- | -------------- | --------- | -------------- |
| Gemälde Kreuzigungsgruppe                                 | Ölfarbe auf Leinwand, 17. Jahrhundert; nach Charles Le Brun | Ricey-Bas, in der Kirche St-Pierre-ès-Liens (Lage)      | PM10003732    | Inscrit        | 1992      |                |
| Gemälde Anbetung der Hirten und Darstellung des Herrn     | Ölfarbe auf Holz, Anfang des 17. Jahrhunderts; nach Jacopo Bassano bzw. Federico Zuccari                                                                           | Ricey-Bas, in der Kirche St-Pierre-ès-Liens (Lage)      | PM10003733    | Inscrit        | 1992      |                |
| Gemälde Martyrium des heiligen Vinzenz                    | Ölfarbe auf Leinwand, Holzrahmen, Ende des 17. Jahrhunderts, von Jacques Carré; aus der Kirche St-Pierre-ès-Liens                                                  | Ricey-Haute-Rive, in der Mairie (Lage)                  | PM10003739    | Inscrit        | 1992      |                |
| Gemälde Tod des heiligen Rochus                           | Ölfarbe auf Leinwand, 17. Jahrhundert, im 19. Jahrhundert ergänzt; aus der Kirche St-Pierre-ès-Liens                                                               | Ricey-Haute-Rive, in der Mairie (Lage)                  | PM10003741    | Inscrit        | 1992      |                |
| Gemälde Mariä Verkündigung und Mariä Heimsuchung          | Ölfarbe auf Holz, Anfang des 17. Jahrhunderts | Ricey-Bas, in der Kirche St-Pierre-ès-Liens (Lage)      | PM10003745    | Inscrit        | 1992      |                |
| Skulptur Heiliger Rochus                                  | Kalkstein, übertüncht, 16. Jahrhundert | Ricey-Haute-Rive, in der Kirche St-Jean-Baptiste (Lage) | PM10001727    | Classé         | 1913      |                |
| Skulptur Madonna mit Kind (1)                             | Kalkstein, übertüncht, 16. Jahrhundert | Ricey-Haut, in der Kirche St-Vincent (Lage)             | PM10001731    | Classé         | 1913      |                |
| Relief                                                    | vier Tafeln am Beichtstuhl; Holz, Ende des 15. Jahrhunderts; Verbleib unbekannt                                                                                    | Ricey-Haut, in der Kirche St-Vincent (Lage)             | PM10001733    | Classé         | 1913      |                |
| Skulptur Paulus (1)                                       | Kalkstein, grau gefasst, 1703 von Jean-Baptiste Bouchardon | Ricey-Bas, in der Kirche St-Pierre-ès-Liens (Lage)      | PM10003233    | Classé         | 1908      |                |
| Orgel                                                     | Ensemble aus PM10001729 und PM10005000 | Ricey-Haute-Rive, in der Kirche St-Jean-Baptiste (Lage) | PM10004971    | Classé Inscrit | 1959 1988 |                |
| Orgelprospekt                                             | Eichenholz, um 1685; demontiert | Ricey-Haute-Rive, in der Kirche St-Jean-Baptiste (Lage) | PM10001729    | Classé         | 1959      |                |
| Instrumentalteil der Orgel                                | 1899 von Charles Rollin gebaut; demontiert | Ricey-Haute-Rive, in der Kirche St-Jean-Baptiste (Lage) | PM10005000    | Inscrit        | 1988      |                |
| Prozessionskreuz                                          | Holz, Kupfer, 15. Jahrhundert; Verbleib unbekannt | Ricey-Haute-Rive, in der Kirche St-Jean-Baptiste (Lage) | PM10001720    | Classé         | 1896      |                |
| Gemälde Stiftung des Rosenkranzes (1)                     | Ölfarbe auf Holz, Anfang des 17. Jahrhunderts | Ricey-Haut, in der Kirche St-Vincent (Lage)             | PM10001741    | Classé         | 1913      |                |
| Orgel                                                     | Ensemble aus PM10001718 und PM10001719 | Ricey-Bas, in der Kirche St-Pierre-ès-Liens (Lage)      | PM10004988    | Classé         | 1959 1973 |                |
| Orgelprospekt                                             | 1678 für die Abtei Molesme gebaut, dort 1738 durch Charles Cachet erweitert; 1791 nach Ricey-Bas versetzt, dort 1881 durch Charles und Frédéric Rollin restauriert | Ricey-Bas, in der Kirche St-Pierre-ès-Liens (Lage)      | PM10001718    | Classé         | 1959      |                |
| Instrumentalteil der Orgel                                | 1678 für die Abtei Molesme gebaut, dort 1738 durch Charles Cachet erweitert; 1791 nach Ricey-Bas versetzt, dort 1881 durch Charles und Frédéric Rollin restauriert | Ricey-Bas, in der Kirche St-Pierre-ès-Liens (Lage)      | PM10001719    | Classé         | 1973      |                |
| Gemälde Tod des heiligen Justus                           | Ölfarbe auf Leinwand, 17. Jahrhundert, von Jacques de Létin; aus der Kirche St-Pierre-ès-Liens                                                                     | Ricey-Haute-Rive, in der Mairie (Lage)                  | PM10003731    | Inscrit        | 1992      |                |
| Gemälde Mariä Himmelfahrt                                 | Ölfarbe auf Leinwand, 17. Jahrhundert, von Jacques de Létin | Ricey-Bas, in der Kirche St-Pierre-ès-Liens (Lage)      | PM10003735    | Inscrit        | 1992      |                |
| Gemälde Herz Jesu                                         | Ölfarbe auf Leinwand, 1848, von Yan Dargent und Jules Schitz | Ricey-Bas, in der Kirche St-Pierre-ès-Liens (Lage)      | PM10003737    | Inscrit        | 1992      |                |
| Gemälde Beweinung Christi                                 | Ölfarbe auf Leinwand, erste Hälfte des 17. Jahrhunderts; aus der Kirche St-Pierre-ès-Liens                                                                         | Ricey-Haute-Rive, in der Mairie (Lage)                  | PM10003738    | Inscrit        | 1992      |                |
| Gemälde Jesus bei Martha und Maria                        | Ölfarbe auf Leinwand, vergoldeter Holzrahmen,Ende des 17. Jahrhunderts                                                                                             | Ricey-Bas, in der Kirche St-Pierre-ès-Liens (Lage)      | PM10003740    | Inscrit        | 1992      |                |
| Hauptaltar                                                | Altartisch und Baldachin; Eichenholz, farbig gefasst und vergoldet, 1745; zugehörig PM10003234 bis PM10003237                                                      | Ricey-Bas, in der Kirche St-Pierre-ès-Liens (Lage)      | PM10001715    | Classé         | 1959      |                |
| Skulptur Madonna mit Kind (2)                             | Holz, farbig gefasst und vergoldet, 18. Jahrhundert | Ricey-Bas, in der Kirche St-Pierre-ès-Liens (Lage)      | PM10003234    | Classé         | 1959      |                |
| Skulptur Petrus (1)                                       | Eichenholz, farbig gefasst und vergoldet, 18. Jahrhundert | Ricey-Bas, in der Kirche St-Pierre-ès-Liens (Lage)      | PM10003235    | Classé         | 1959      |                |
| Skulptur Paulus (2)                                       | Eichenholz, farbig gefasst und vergoldet, 18. Jahrhundert | Ricey-Bas, in der Kirche St-Pierre-ès-Liens (Lage)      | PM10003236    | Classé         | 1959      |                |
| Wandvertäfelung des Chorraums                             | Eichenholz, vergoldet, 18. Jahrhundert | Ricey-Bas, in der Kirche St-Pierre-ès-Liens (Lage)      | PM10003237    | Classé         | 1959      |                |
| Chorgestühl                                               | Eichenholz, um 1600 | Ricey-Bas, in der Kirche St-Pierre-ès-Liens (Lage)      | PM10001716    | Classé         | 1959      |                |
| Kirchenfenster Taufe Christi                              | aus dem 16. Jahrhundert | Ricey-Haut, in der Kirche St-Vincent (Lage)             | PM10001736    | Classé         | 1913      |                |
| Skulptur Heilige Brigitta                                 | Kalkstein, übertüncht, 16. Jahrhundert | Ricey-Haut, in der Kirche St-Vincent (Lage)             | PM10003239    | Classé         | 1913      |                |
| Skulptur Heiliger Clemens                                 | Kalkstein, farbig gefasst, bezeichnet 1580 | Ricey-Haut, in der Kirche St-Vincent (Lage)             | PM10001739    | Classé         | 1913      |                |
| Gemälde Unterweisung Mariens                              | Ölfarbe auf Leinwand, 1845 von Pierre-Eugène Maison | Ricey-Bas, in der Kirche St-Pierre-ès-Liens (Lage)      | PM10003436    | Classé         | 1995      |                |
| Kredenz (1)                                               | Holz, vergoldet, Marmor, zweite Hälfte des 18. Jahrhunderts; aus der Kirche St-Vincent                                                                             | Ricey-Haute-Rive, in der Mairie (Lage)                  | PM10001746    | Classé         | 1959      |                |
| Passionsretabel                                           | gotischer Schnitzretabel aus Antwerpen; Holz, farbig gefasst und vergoldet, um 1520; zugehörig PM10001712                                                          | Ricey-Bas, in der Kirche St-Pierre-ès-Liens (Lage)      | PM10001713    | Classé         | 1840      | weitere Bilder |
| Leben-Christi-Retabel                                     | Renaissance-Schnitzretabel aus Antwerpen; Holz, vergoldet, sowie Ölfarbe auf Holz, um 1525                                                                         | Ricey-Bas, in der Kirche St-Pierre-ès-Liens (Lage)      | PM10001712    | Classé         | 1840      | weitere Bilder |
| Gemälde Madonna mit Kind                                  | Ölfarbe auf Leinwand, 17. Jahrhundert; aus der Kirche St-Pierre-ès-Liens                                                                                           | Ricey-Haute-Rive, in der Mairie (Lage)                  | PM10003734    | Inscrit        | 1992      |                |
| Gemälde Petrus weinte bitterlich                          | Ölfarbe auf Leinwand, 17. Jahrhundert | Ricey-Bas, in der Kirche St-Pierre-ès-Liens (Lage)      | PM10003736    | Inscrit        | 1992      |                |
| Skulptur Madonna mit Kind (3)                             | Kalkstein, 16. Jahrhundert; Verbleib unbekannt | Ricey-Haute-Rive, in der Kirche St-Jean-Baptiste (Lage) | PM10001725    | Classé         | 1913      |                |
| Kollektenteller Baum der Erkenntnis                       | Kupfer, 15. Jahrhundert; Verbleib unbekannt | Ricey-Haut, in der Kirche St-Vincent (Lage)             | PM10001734    | Classé         | 1913      |                |
| Skulptur Heilige Martha                                   | Kalkstein, übertüncht, Anfang des 17. Jahrhunderts | Ricey-Haute-Rive, in der Kirche St-Jean-Baptiste (Lage) | PM10003238    | Classé         | 1913      |                |
| Gemälde Erlösung der Seelen aus dem Fegefeuer             | Ölfarbe auf Leinwand, 19. Jahrhundert | Ricey-Bas, in der Kirche St-Pierre-ès-Liens (Lage)      | PM10003743    | Inscrit        | 1992      |                |
| Gemälde Rettung der drei Riceys vor der Pest              | Ölfarbe auf Leinwand, 1841 von Pierre-Eugène Maison | Ricey-Bas, in der Kirche St-Pierre-ès-Liens (Lage)      | PM10003427    | Classé         | 1995      |                |
| Gemälde Stiftung des Rosenkranzes (2)                     | Ölfarbe auf Leinwand, 17. Jahrhundert, von Jacques de Létin | Ricey-Haute-Rive, in der Kirche St-Jean-Baptiste (Lage) | PM10001730    | Classé         | 1975      |                |
| Gemälde Abendmahl                                         | Ölfarbe auf Leinwand, erste Hälfte des 17. Jahrhunderts; aus der Kirche St-Jean-Baptiste                                                                           | Ricey-Bas, in der Kirche St-Pierre-ès-Liens (Lage)      | PM10001747    | Classé         | 1982      |                |
| Skulptur Petrus (2)                                       | Kalkstein, grau gefasst, 1703 von Jean-Baptiste Bouchardon | Ricey-Bas, in der Kirche St-Pierre-ès-Liens (Lage)      | PM10001714    | Classé         | 1908      |                |
| Kirchenfenster                                            | aus dem 16. Jahrhundert | Ricey-Haute-Rive, in der Kirche St-Jean-Baptiste (Lage) | PM10001722    | Classé         | 1919      | weitere Bilder |
| Skulptur Heiliger Andreas                                 | Kalkstein, übertüncht, 1680 | Ricey-Haut, in der Kirche St-Vincent (Lage)             | PM10001740    | Classé         | 1913      |                |
| Gemälde Stiftung des Rosenkranzes (3)                     | Ölfarbe auf Holz, 17. Jahrhundert | Ricey-Bas, in der Kirche St-Pierre-ès-Liens (Lage)      | PM10003742    | Inscrit        | 1992      |                |
| Gemälde Mariä Verkündigung                                | Ölfarbe auf Leinwand, vergoldeter Holzrahmen, 1847 | Ricey-Bas, in der Kirche St-Pierre-ès-Liens (Lage)      | PM10003744    | Inscrit        | 1992      |                |
| Kelchvelum                                                | Seide, bestickt, 18. Jahrhundert; Verbleib unbekannt | Ricey-Haute-Rive, in der Kirche St-Jean-Baptiste (Lage) | PM10003747    | Inscrit        | 2001      |                |
| Kanzel (1)                                                | Eichenholz, 1752 | Ricey-Haut, in der Kirche St-Vincent (Lage)             | PM10001744    | Classé         | 1959      |                |
| Skulptur Madonna mit Kind und Vogel                       | Kalkstein, übertüncht, 16. Jahrhundert | Ricey-Haute-Rive, in der Kirche St-Jean-Baptiste (Lage) | PM10001732    | Classé         | 1913      |                |
| Skulptur Madonna mit Kind (4)                             | Kalkstein, übertüncht, 17. Jahrhundert | Ricey-Haute-Rive, in der Kirche St-Jean-Baptiste (Lage) | PM10001724    | Classé         | 1913      |                |
| Sechs Heiligenskulpturen                                  | Holz, undatiert; im Musée de Vauluisant in Troyes deponiert | Ricey-Bas, in der Kirche St-Pierre-ès-Liens (Lage)      | PM10001710    | Classé         | 1840      |                |
| Pietà                                                     | Kalkstein, übertüncht, um 1600 | Ricey-Haut, in der Kirche St-Vincent (Lage)             | PM10001737    | Classé         | 1913      |                |
| Kronleuchter                                              | Holz, vergoldet, 17. oder 18. Jahrhundert; aus der Kirche St-Vincent                                                                                               | Ricey-Haute-Rive, in der Mairie (Lage)                  | PM10001743    | Classé         | 1p13      |                |
| Gemälde Heilige Cosmas und Damian                         | Ölfarbe auf Leinwand,erste Hälfte des 17. Jahrhunderts; aus der Kirche St-Pierre-ès-Liens                                                                          | Ricey-Haute-Rive, in der Mairie (Lage)                  | PM10003434    | Classé         | 1995      |                |
| Skulptur Erzengel Michael                                 | Kalkstein, farbig gefasst, 16. Jahrhundert | Ricey-Haute-Rive, in der Kirche St-Jean-Baptiste (Lage) | PM10001726    | Classé         | 1913      |                |
| Zwei Skulpturen: Heilige Margaretha und heilige Katharina | Kalkstein, übertüncht, Ende des 16. Jahrhunderts | Ricey-Haut, in der Kirche St-Vincent (Lage)             | PM10001738    | Classé         | 1913      |                |
| Gemälde Taufe Christi                                     | Ölfarbe auf Leinwand, vergoldeter Holzrahmen, 17. Jahrhundert | Ricey-Bas, in der Kirche St-Pierre-ès-Liens (Lage)      | PM10003746    | Inscrit        | 1992      |                |
| Gemälde Maria Immaculata                                  | Ölfarbe auf Leinwand, zweite Hälfte des 19. Jahrhunderts; nach Pietro da Cortona                                                                                   | Ricey-Haute-Rive, in der Mairie (Lage)                  | PM10003752    | Inscrit        | 1992      |                |
| Kirchenfenster                                            | aus dem 16. Jahrhundert | Ricey-Bas, in der Kirche St-Pierre-ès-Liens (Lage)      | PM10001711    | Classé         | 1840      | weitere Bilder |
| Reliquiar                                                 | Holz, Silber, bezeichnet 1668; Verbleib unbekannt | Ricey-Haute-Rive, in der Kirche St-Jean-Baptiste (Lage) | PM10001721    | Classé         | 1896      |                |
| Skulptur Heiliger Ivo                                     | Kalkstein, 16. Jahrhundert; vor 1973 verschwunden | Ricey-Haute-Rive, in der Kirche St-Jean-Baptiste (Lage) | PM10001728    | Classé         | 1913      |                |
| Gemälde Anbetung der Könge                                | Ölfarbe auf Kupfer, 17. Jahrhundert; aus der Kirche St-Vincent | Ricey-Haute-Rive, in der Mairie (Lage)                  | PM10001742    | Classé         | 1913      |                |
| Kredenz (2)                                               | Holz, vergoldet, 18. Jahrhundert; aus der Kirche St-Vincent | Ricey-Haute-Rive, in der Mairie (Lage)                  | PM10001745    | Classé         | 1959      |                |
| Kanzel (2)                                                | Eichenholz, 1765 | Ricey-Bas, in der Kirche St-Pierre-ès-Liens (Lage)      | PM10001717    | Classé         | 1959      |                |
| Kanzel (3)                                                | Holz, 1765 | Ricey-Haute-Rive, in der Kirche St-Jean-Baptiste (Lage) | PM10001723    | Classé         | 1897      |                |
| Kollektenteller Mariä Verkündigung                        | Kupfer, 16. Jahrhundert; Verbleib unbekannt | Ricey-Haut, in der Kirche St-Vincent (Lage)             | PM10001735    | Classé         | 1913      |                |
| Gemälde Paulus und der heilige Antonius im Gespräch       | Ölfarbe auf Leinwand, 1808; aus der Kirche St-Pierre-ès-Liens | Ricey-Haute-Rive, in der Mairie (Lage)                  | PM10003446    | Classé         | 1995      |                |
| Skulptur Heiliger Matthias                                | Kalkstein, übertüncht, bezeichnet 168[x] | Ricey-Haut, in der Kirche St-Vincent (Lage)             | PM10003240    | Classé         | 1913      |                |